# Médaille pour la libération de Prague

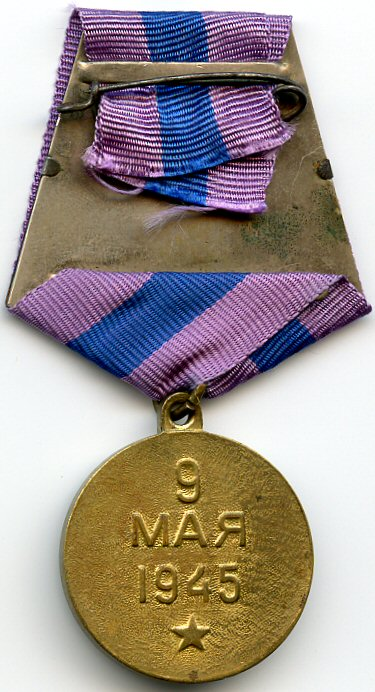
Revers de la médaille pour la libération de Prague

La médaille pour la libération de Prague (en russe : Медаль « За освобождение Праги ») est une médaille commémorative des campagnes de l'Union soviétique durant la Seconde Guerre mondiale. Elle fut créée le 9 juin 1945 par décret du Præsidium du Soviet suprême de l'URSS pour satisfaire la demande du Commissariat du peuple à la défense de l'Union soviétique de récompenser de manière adéquate les participants aux combats pour la libération de la ville de Prague contre les forces armées de l'Allemagne nazie.